# Jefimija Jaskina
Jefimija Dawydowna Jaskina (ros. Ефимия Давыдовна Яскина, ur. 5 czerwca 1919 we wsi Aczadowo w guberni tambowskiej, zm. ?) – radziecka działaczka państwowa.

## Życiorys
W 1939 ukończyła szkołę pedagogiczną, 1939-1949 była nauczycielką i dyrektorką szkoły w Mordwińskiej ASRR, od 1946 należała do WKP(b). W 1949 została sekretarzem, potem II sekretarzem rejonowego komitetu WKP(b) w Mordwińskiej ASRR, 1953 ukończyła Mordwińską Obwodową Szkołę Partyjną, była I sekretarzem rejonowego komitetu KPZR i przewodniczącą komitetu wykonawczego rady rejonowej w Mordwińskiej ASRR. W 1962 ukończyła Wyższą Szkołę Partyjną przy KC KPZR, 1963-1971 była przewodniczącą Prezydium Rady Najwyższej Mordwińskiej ASRR, a 1971-1978 ministrem ubezpieczeń społecznych Mordwińskiej ASRR.

## Odznaczenia
- Order Lenina
- Order Czerwonego Sztandaru Pracy
- Order „Znak Honoru”